# Fundació Wayuu Taya
La Fundació Wayuu Taya és una fundació sense ànim de lucre que ajuda a les comunitats indígenes a Llatinoamèrica. A més, busca millorar la qualitat de vida d'aquestes conservant les seves cultures i tradicions en el món actual. Va ser creada amb l'objectiu d'ajudar a millorar la qualitat de vida de les comunitats indígenes a Llatinoamèrica, mantenint i respectant les seves tradicions, cultures i creences. La tasca humanitària es concentra en comunitats amb necessitats primàries i problemes com la pobresa extrema i les deficiències educatives que afecten el desenvolupament integral dels nens.
Wayuu Taya és una organització no governamental fundada per l'actriu i model Patricia Velásquez, l'any 2002. Des de la seva creació, la fundació ha concentrat els seus esforços en ajudar a la comunitat wayú que avui dia té aproximadament 450.000 habitants a Colòmbia i Veneçuela. L'any 2011 va signar un acord amb La Universitat del Zulia per a dissenyar i implementar de manera conjunta iniciatives de desenvolupament social i cultural de les comunitats wayúus. Manté tres escoles a la regió de la Guajira, Colòmbia, i a l'estat de Zulia, Veneçuela. Manté un centre comunitari wayúu i el desembre de 2011 va presentar un diccionari de computació en Wayuunaiki que va desenvolupar al costat de l'empresa Microsoft.
Els seus objectius són dissenyar i implementar programes per millorar la qualitat de vida de les comunitats indígenes, respectant la seva autonomia i herència cultural. En aliança amb altres organitzacions, crear centres comunitaris que permetin la integració de serveis en les àrees de salut, medicina, nutrició i educació preescolar i primària per a les noves generacions indígenes. Habilitar espais adequats perquè les dones indígenes puguin treballar i generar un ingrés, alhora que preservin les seves tradicions i costums. La Fundació treballa en conjunt amb organitzacions aliades i amb Wayúu Tayà Foundation, organització amb base a Nova York.